# Kvarndammen, Halland
Kvarndammen är en sjö i Kungsbacka kommun i Halland och ingår i Kungsbackaåns huvudavrinningsområde. Sjön är 3,1 meter djup, har en yta på 0,052 kvadratkilometer och är belägen 55 meter över havet.